# Jordan Rodgers
Jordan Edward Rodgers (30 de agosto de 1988) es un exjugador de fútbol americano y anterior quarterback. Rodgers firmó con el Jacksonville Jaguares como un agente libre del undrafted en 2013, y también jugó para el Tampa Bahía Buccaneers y los Delfines de Miami, así como el BC Leones en la Liga de Football canadiense. Es el hermano del quarterback de Bahía Verde Packers, Aaron Rodgers, y el sobrino de actor televisivo Don Knotts.
- Datos: Q6276955
- Multimedia: Jordan Rodgers / Q6276955